# يوجين تشابلن
يوجين أنتوني تشابلن (بالإنجليزية: Eugene Chaplin)‏ (بالإنجليزية:Eugene Anthony Chaplin) (مواليد 23 أغسطس 1953 - ) مهندس تسجيل ومخرج أفلام وثائقية سويسري . وهو ابن الممثل المعروف تشارلي تشابلن من زوجته أونا أونيل.

## روابط خارجية
- يوجين تشابلن على موقع IMDb (الإنجليزية)
- يوجين تشابلن على موقع أول موفي (الإنجليزية)
- يوجين تشابلن على موقع قاعدة بيانات الفيلم (الإنجليزية)